# Harlingsedt
Harlingsedt ist eine Ortschaft in der Marktgemeinde Königswiesen im Bezirk Freistadt, Oberösterreich.
Die Ortschaft befindet sich südöstlich von Freistadt und am westlichen Rand des Weinsberger Waldes. Am 1. Jänner 2024 zählte die Ortschaft 107 Einwohner.